# Kumbang (Meurah Mulia)
Kumbang is een bestuurslaag in het regentschap Aceh Utara van de provincie Atjeh, Indonesië. Kumbang telt 362 inwoners (volkstelling 2010).